# Гетто в Чашниках
Гетто в Ча́шниках (лето 1941 — 14 февраля 1942) — еврейское гетто, место принудительного переселения евреев города Чашники Витебской области в процессе преследования и уничтожения евреев во время оккупации территории Белоруссии войсками нацистской Германии в период Второй мировой войны.

## Оккупация Чашник и создание гетто
В Чашниках накануне войны среди 3500 жителей (по переписи 1939 года) было от 2000 до 3000 евреев, почти все они жили в центре города.
Эвакуация не только не была организована, а наоборот, все 13 дней от начала войны до вступления немцев в местечко власти предупреждали, что каждого, оставившего рабочее место, ждёт расстрел. Также сыграла роль изолированность Чашник и их отдалённость от относительно крупных населённых пунктов. Шоссе Минск-Витебск обходит местечко стороной, и линия железной дороги тоже туда не заходит. По этим причинам, как вспоминали после войны немногие уцелевшие евреи Чашник, почти никто не знал о происходящем с евреями в Польше и не представлял себе масштабы нацистского антисемитизма.
Своевременно оценили опасность и успели эвакуироваться не более 10 % местных евреев. К тому же некоторые из бежавших не успели далеко уйти, и немцы развернули их обратно.
5 (4, 6) июля 1941 года в Чашники вошли немецкие войска, и оккупация продолжалась 3 года — до 27 июня 1944 года.
Реализуя нацистскую программу уничтожения евреев, немцы создавали гетто почти во всех городах и населённых пунктах Беларуси, где проживало еврейское население. Так и в Чашниках оккупанты организовали гетто, и по всей деревне на домах были расклеены немецкие приказы: «Евреям никуда из местечка не отлучаться. На одежде спереди и сзади нашить жёлтые лоскуты, в диаметре 10 см». Гетто в Чашниках было так называемого «открытого типа», когда евреям не разрешалось покидать местечко, но территория гетто никак не была огорожена. Кроме этого, поскольку евреи в Чашниках жили компактно в центре посёлка, то их оставили в собственных домах.

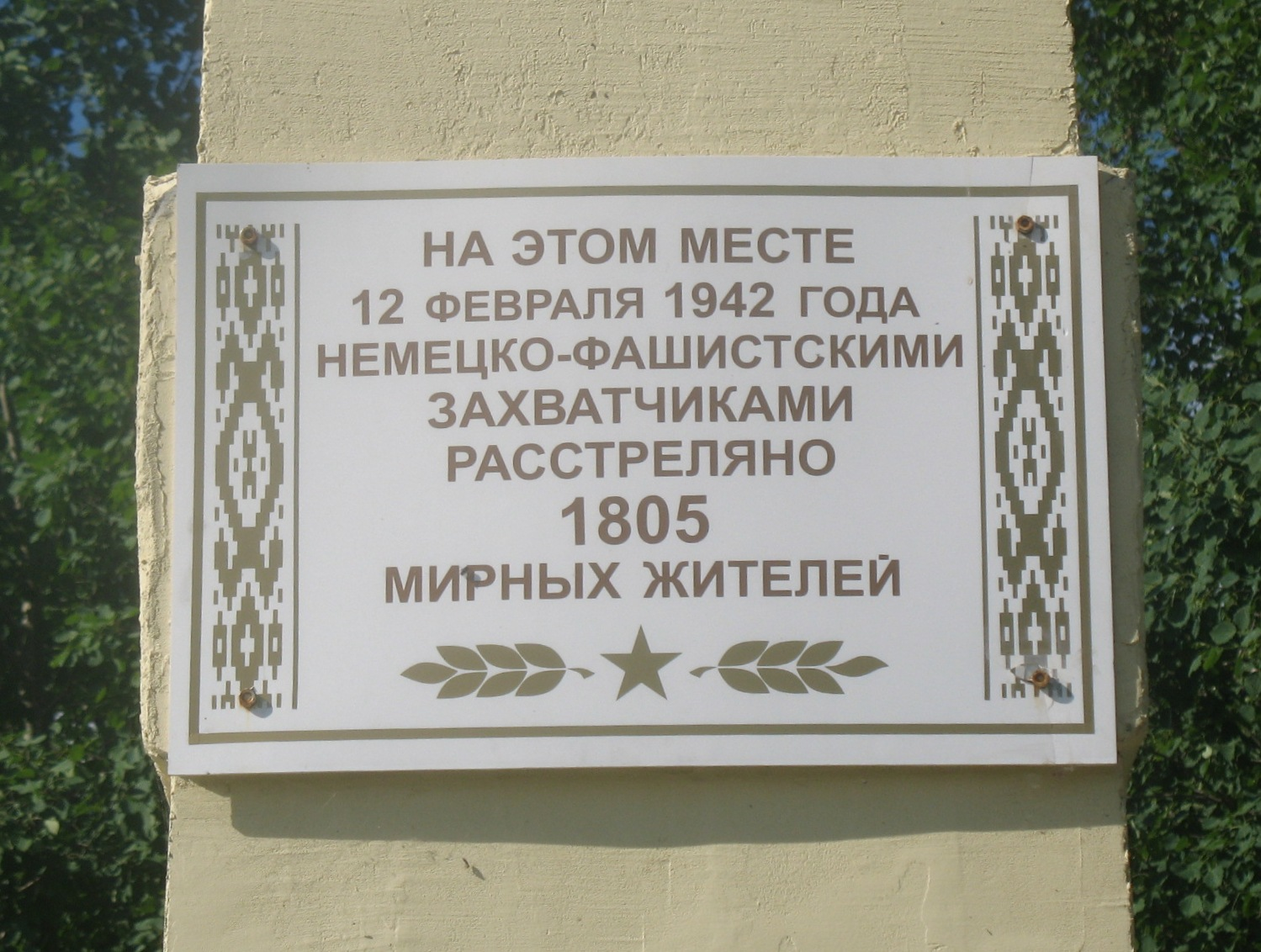
Надпись на памятнике

Вскоре немцы провели регистрацию всех евреев Чашников и обнародовали приказ, что еврей, встреченный в сельской местности, то есть за границей местечка, подлежит расстрелу, — так были обозначены невидимые границы Чашникского гетто.

## Условия в гетто
Вскоре приказ об отличительных метках был уточнён — всем евреям под угрозой смерти приказали и на дома нанести шестиконечные звёзды, на одежду — круги жёлтого цвета на грудь и спину, и также на рукав — белую повязку с жёлтой шестиконечной звездой.
Евреям запрещалось навещать друг друга, общаться с соседями-белорусами, выходить за границы местечка. Евреи были обязаны кланяться оккупационному начальству, за нарушение тут же следовал, как минимум, удар дубинкой.
До конца лета 1941 года голода в гетто не было. Все жители Чашников, в том числе и евреи, успели перед оккупацией запастись ячменём на местном спиртзаводе. У части евреев была ещё и живность, но уже в первые дни оккупации нацисты почти всё забрали, а в сентябре забрали всё подчистую.
Кроме немцев и полицейских, евреев грабила и часть местных жителей, пользуясь полной безнаказанностью.
Евреям пришлось обменивать оставшиеся домашние вещи и одежду на продукты, но вскоре им полностью запретили общаться с остальными жителями, а тем — с евреями. Неевреям категорически запрещалось заходить в еврейский район. Следить за этим поручили полиции. Выжить стало возможно только за счёт нелегального, смертельно опасного обмена у крестьян на продукты всего, что ещё оставалось в доме.
Евреев использовали на самых тяжёлых и грязных принудительных работах — расчистке улиц и дорог, работах на нефтебазе и на железной дороге, резке шпал, колке дров, заготовке торфа. Старых женщин заставляли тщательно выщипывать траву у тротуаров, а молодой немец-надзиратель избивал их в это время плёткой. Разнарядку на работы ежедневно получал насильственно назначенный еврейский староста — Черейский, бывший завхоз в местной больнице, знавший немецкий язык. Шпалы, песок, воду и все тяжести вместо лошадей заставляли таскать самих евреев, впрягая их в телеги.
В сентябре-ноябре 1941 года, до сильных морозов, примерно 200 евреев помоложе использовали на торфозаготовках недалеко от Чашник. Держали узников в старых бараках и ничем не кормили, негласно позволяя ночами обменивать вещи на продукты в ближних деревнях.
Немцы и полицейские безнаказанно издевались на евреями и жестоко избивали их. Обычным развлечением было следующее. Около пожарной части постоянно находилась большая бочка на колесах. Немцы любили запрячь какого-нибудь пожилого еврея в эту двуколку, сесть на бочку и, погоняя старика, с хохотом гнать повозку к реке. Там еврея заставляли наполнить бочку доверху и полную прикатить обратно. Мало кто выдерживал такое, и тогда немцы с наслаждением избивали полуживого обессиленного старика.

## Уничтожение гетто
18 октября 1941 года 250 евреев были убиты на еврейском кладбище.
В ноябре 1941 года немцы стали выдавать две пачки махорки в виде премии за одного убитого еврея — неважно, взрослого или ребёнка. За выдачу скрывающегося еврея тоже премировали махоркой или давали женский платок. Добровольцев нашлось так много, что немцам пришлось вдвое уменьшить вознаграждение, но это не остановило охоту на обречённых людей.
Когда до евреев Чашник дошли слухи о расстрелах в гетто Лепеля и полном уничтожении гетто в Сенно, люди не хотели в это верить. Также стало известно, что охрана вокруг Чашник была усилена. Староста синагоги тайком сходил в разведку, дошёл до деревни Залесье Лепельского района, где местные жители подтвердили, что страшные слухи — правда. Вернувшись, староста всё рассказал, однако это ничего не меняло — уйти в лес всей семьёй, с детьми и стариками, было невозможно из-за сильнейших морозов, а местные жители прятать евреев боялись или, наоборот, ловили и выдавали немцам. Уйти мужчинам одним — значит оставить на смертельную расправу детей и родителей. Поэтому никто из взрослых не пытался убежать ценой жизни детей и стариков.
Немцы очень серьёзно относились к возможности еврейского сопротивления, и поэтому в первую очередь убивали в гетто или ещё до его создания евреев-мужчин в возрасте от 15 до 50 лет — несмотря на экономическую нецелесообразность, так как это были самые трудоспособные узники. По этой причине в начале февраля 1942 года немцы приказали трудоспособным евреям-мужчинам собраться вместе якобы для временной работы. Собралось примерно 200 человек, и их повели в сторону деревни Заречная Слобода. Когда люди оказались на мосту через речку Ульянку, полицаи начали стрельбу по ним. Некоторые раненые евреи, чтобы скорее закончить мучения, бросались с моста на лёд. Полицаи, по воспоминаниям свидетелей, со смехом разглядывали умирающих людей.
Через несколько дней после этого, в субботу 14 (по другим данным, 11 или 13) февраля 1942 года, немцы с утра отослали большую группу еврейской молодёжи на расчистку дороги от снега возле деревни Коптевичи, удалив, таким образом, самых активных и сильных евреев из местечка. Всем оставшимся евреям приказали к 16.00 собраться в центре Чашник в районном Доме культуры, бывшей Николаевской церкви, а ещё ранее — костеле (после войны это здание снесли и построили среднюю школу). Операцию проводил немецкий карательный отряд из 25 немцев, прибывший на санях утром из Бешенковичей, и полицаи, собранные со всей округи. Люди поняли, что их ждет, и многие не пришли в назначенное время. Поэтому полицаи на лошадях окружили улицы, где жили евреи, выгоняли людей из домов и гнали к зданию Дома культуры. Тех, кто пытался бежать, сразу убивали. Из Чашников никого из неевреев не выпускали, и выходить на улицу запретили.
Обречённые узники провели страшную ночь. В 10 часов утра 15 (12) февраля 1942 года первую колонну евреев, из которых остались только старики, женщины и дети, повели по Слободскому мосту через речку Ульянку к песчаному карьеру в четырёх километрах от Чашник, у деревни Заречная Слобода, недалеко от деревни Трилесино. Впереди колонны шла пожилая седая еврейка — всеми уважаемая в местечке детский врач Либерман. Евреи попытались задержаться для молитвы у синагоги, но немцы не позволили.
Евреям уже у ямы ещё долго пришлось ждать смерти. Каратели на глазах у жертв стали углублять яму взрывчаткой и выравнивать лопатами. Расстрел начался через два часа. Приказали снять верхнюю одежду и сесть на снег, а мороз был примерно −20°С. Затем приказали спускаться и ложиться в яме рядами, а убийцы открыли но ним огонь. Стреляли и в людей, ещё не спустившихся вниз и отказавшихся это сделать, — в яму падали и мертвые, и раненые, и даже не задетые пулями. Маленьких детей кидали в яму живыми. Всего в этот день были уничтожены таким образом три колонны евреев.
«Акция» (таким эвфемизмом гитлеровцы называли организованные ими массовые убийства) закончилась, когда стало темнеть. Несколько человек, наиболее молодые, сильные и ловкие, смогли убежать. Яма была зарыта, и немцы бронемашиной укатали землю. Всего было расстреляно около 2000 евреев (1200, 1800, 1805).
Некоторые евреи попытались спрятаться, но почти всех их обнаружили и убили — например, семью Беленьких и семью Соломоновых. Спаслась, в основном, часть евреев из тех, которых утром 14 февраля отправили из местечка на расчистку дороги — они уже знали о происходящем и бежали.
Вещи убитых евреев оккупанты свезли в специальный магазин и распродали. При этом, несмотря на строжайший запрет (еврейское имущество по нацистским законам принадлежало исключительно Третьему рейху), часть местных жителей тайком мародёрствовала в еврейских домах, и даже выдавали полицаям иногда обнаруживаемых при этом прятавшихся евреев.

## Сопротивление
Часть сбежавших чашникских евреев воевала в партизанских отрядах и затем в составе Красной Армии — например, Пуховицкий Аркадий Исаакович (1923 года рождения), Борис Оникул, Бома (Абрам) Пуховицкий, Муля Бракер (парикмахер). Тана (Натан) Шуб, Кросс, Галина Михлина.
Когда евреев собирали перед уничтожением гетто, местный еврей по имени Хаим убил полицая ударом кулака.
Бляхман, бывший секретарь городского совета народных депутатов, воевал в партизанах. Немцы забрали его жену и сына, а маленькую дочку жена успела отдать подруге. Кто-то из соседей донёс, девочку забрал один из полицаев, и её расстреляли. В 1944 году Бляхман пришёл в Чашники, нашёл того полицая и убил. За это Бляхмана отправили в штрафбат, и в одном из боёв он погиб.

## Палачи и организаторы убийств
Сохранились имена некоторых организаторов и исполнителей геноцида евреев в Чашниках — немцев и коллаборационистов.
Комендантом (бургомистром) Чашник был назначен Сорока, до войны работавший на бумажной фабрике, и, как оказалось, свободно говоривший по-немецки, — он добросовестно исполнял все приказы нацистов, а после его гибели в мае 1942 года — Гутников. Старостой назначили бывшего фотографа Голыну. Начальниками полиции (отряд насчитывал 30 человек) были в разное время садист С. Числёнок (после войны пойманный и повешенный по приговору суда) и уголовник Николайчик. Заместителем Числёнка назначили Михаила Пахомова, который также был садистом и всячески измывался над евреями (и тоже повешенный после войны). Заметный пост в оккупационной управе занимал Смоляк.
Командиром карательного отряда был назначен Николай Новиков. Одним из самых активных полицаев был Василий Чернявский.
В полиции служили два брата Сахаринских, у старшего из которых жена была еврейкой. Сахаринский-старший лично участвовал в расстреле своей жены, а затем сыграл новую свадьбу — с венчанием в церкви.

## Память
Когда Красная армия освободила местечко, там осталось в живых всего два еврея, которых спрятали от немцев белорусы.
Только в начале 1970-х (в середине 1960-х) годов советская власть разрешила установить на месте расстрела чашникских евреев памятник, деньги на который собрали среди родственников погибших, а в 1981 году — бетонный обелиск, но без упоминания национальности погибших: «На этом месте 12 февраля 1942 года немецко-фашистскими захватчиками расстреляно 1805 мирных жителей г. Чашники». Дата на памятнике указана неверно — судя по свидетельским показаниям, евреи Чашников были расстреляны в субботу, а это было 14 февраля 1942 года.
После установки памятника в 1970-х годах каждую последнюю субботу мая к нему приезжали родные убитых из разных городов СССР. На последнюю встречу в 1993 году приехало три человека.
Опубликованы неполные списки убитых в Чашниках евреев.